# 新楚擎天广场

新楚擎天廣場，是中國長沙市的两座摩天大樓，位于芙蓉區的五一大道，分別為高322公尺和313公尺、66和62層樓，於2015年動工、2024年完工，曾为长沙市最高楼，现为長沙第四和第六高樓。